# Letanía
Una letanía, en la religión católica y algunas formas de adoración judía, es una forma de oración usada en los servicios y procesiones, y consiste en un número de peticiones. La palabra viene a partir de la litania latina del griego antiguo λιτανεία (litaneía), que a su vez viene de λιτή (litê), que significa «súplica».

## Cristianismo

### Cristianismo occidental
La repetición frecuente del Kyrie fue probablemente la forma original de la letanía, y se usaba en Asia y Roma en tiempos muy tempranos. El Concilio de Vaison en 529 aprobó el decreto: «Que se mantenga esa hermosa costumbre de todas las provincias del este y de Italia, a saber, la de cantar con gran efecto y compulsión la Kyrie Eleison en la Misa, las Maitines y las Vísperas, porque un canto tan dulce y agradable, aunque continuara día y noche sin interrupción, nunca podría producir disgusto o cansancio».
Las devociones cristianas públicas llegaron a ser comunes en el siglo V y se celebraban frecuentemente procesiones, con preferencia por los días que los paganos habían considerado sagrados. Estas procesiones se llamaban litanias, y en ellas llevaban cuadros y otros emblemas religiosos. En Roma, el papa y la gente iban en procesión cada día, especialmente en Cuaresma, a una iglesia diferente, para celebrar los Sagrados Misterios. Así se originaron las «Estaciones» romanas, y lo que se llamó la «Litania Maior», «Mayor Rogación» o «Romana». Se celebró el 25 de abril, día en el que los paganos habían celebrado la fiesta de Robigalia, cuya característica principal era una procesión.

### Cristiandad oriental

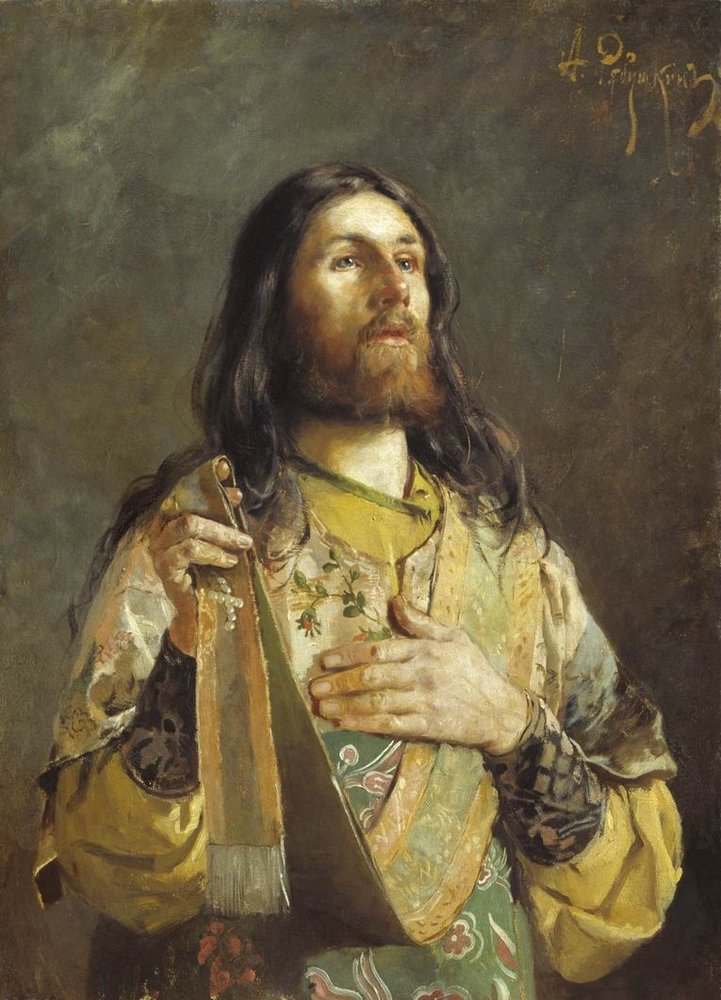
Diácono ortodoxo ruso dando una ektenia. Él tiene el borde de su orarion en su mano derecha, y lo levantará cuando termine cada petición

En la Iglesia ortodoxa oriental y en aquellas Iglesias católicas orientales que siguen el rito bizantino, una letanía es referida como una ektenia. Hay numerosas ektenias durante los servicios divinos bizantinos: la Divina Liturgia, las Vísperas, las Maitines, los Misterios Sagrados (Sacramentos), y muchos otros servicios.
Las peticiones de las ektenias son generalmente cantadas por un diácono (pero si no hay diácono el sacerdote dirá las peticiones), a cada uno de los cuales responderá el coro (cantores) o congregación. La respuesta es generalmente Kyrie eleison («Señor, ten piedad»), pero otras respuestas se usan en diferentes ektenias. Después de la peitición final, el sacerdote hace la ecfonesis  (exclamación) que resume la ektenia, y siempre implica una invocación de la Santísima Trinidad.

## Indulgencia
El Enchiridion Indulgentiarum de 2004 concede la indulgencia parcial a los fieles de Cristo que rezan piadosamente las letanías (Letanías de la bienaventurada Virgen María, al santísimo nombre de Jesús, a la preciosísima sangre de Jesús, al sacratísimo corazón de Jesús, a San José y a los santos).

## Judaísmo
Aunque se usan mucho menos en el culto judío, las letanías aparecen en la liturgia judía. Los ejemplos más notables son durante los diez días del arrepentimiento. El más famoso de estas oraciones «suplicatorias» es Abinu Malkenu, que se recita durante las liturgias de Rosh Hashaná y Yom Kipur. Ciertas oraciones del Selijot también toman la forma de una letanía durante el mes de Elul.